# Aukso pieva
Aukso pieva är debutalbumet av den litauiska sångaren Jurga. Det gavs ut den 16 september 2005 och innehåller 12 låtar.

## Låtlista
| Nr  | Titel                    | Längd |
| --- | ------------------------ | ----- |
| 1.  | Aukso Pieva              | 4:03  |
| 2.  | As Esu Tiktai Jei Tu Esi | 4:03  |
| 3.  | Nebijok                  | 3:40  |
| 4.  | Trouble                  | 3:25  |
| 5.  | Pilnatis                 | 4:47  |
| 6.  | Laisve                   | 4:13  |
| 7.  | Kai Pamirsi Tu Mane      | 3:43  |
| 8.  | The Longest Day          | 3:49  |
| 9.  | Geliu Takai              | 4:15  |
| 10. | Galbut                   | 4:19  |
| 11. | Saule Vandeny            | 5:18  |
| 12. | Vakar Lijo Cia           | 3:19  |